# Javier Horacio Pínola
Javier Pinola (Olivos, 24 de febrer de 1983) és un futbolista argentí, que ocupa la posició de defensa.
Comença a destacar al Chacarita Juniors del seu país natal, on juga 45 partits i marca un gol. El 2002 fitxa per l'Atlètic de Madrid, que primer l'incorpora al seu filial i després el fa debutar a primera divisió. Tot i això, no acaba de tindre massa fortuna al conjunt matalasser, on només apareix en dos partits.
Entre 2004 i 2005 juga de nou al seu país, al Racing Club, tot recuperant la titularitat. A partir del 2005 retorna al continent europeu, ara a l'1. FC Nuremberg de la Bundesliga alemanya.
Ha estat internacional amb la selecció argentina en una ocasió.